# Marius Iepure

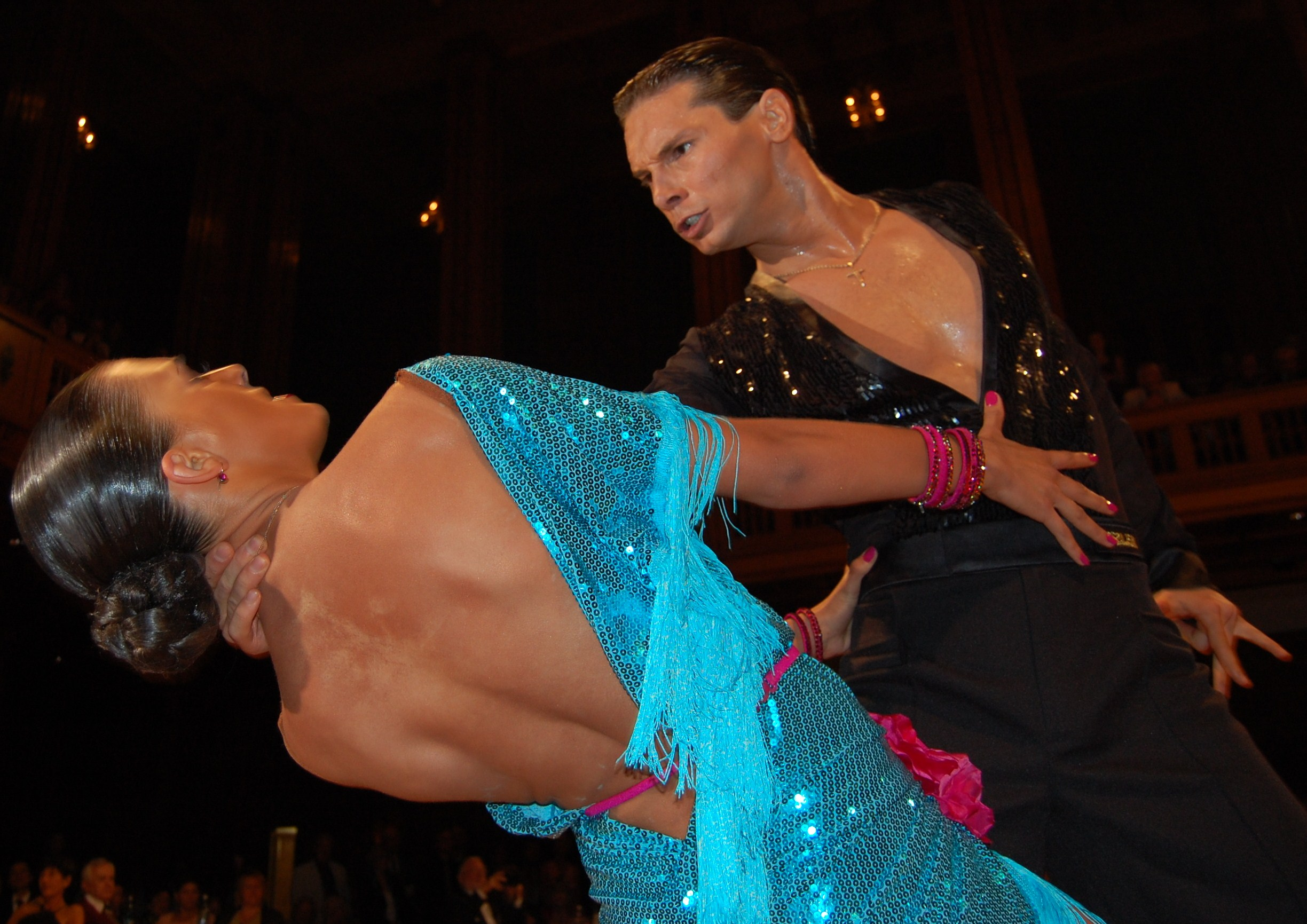
Marius Iepure mit Christina Kessler

Marius Iepure (* 31. August 1982 in Rumänien) ist ein Tanzsportler.

## Leben und Karriere
Iepure wuchs in Satu Mare in Rumänien auf. Er tanzt seit seinem zwölften Lebensjahr. 2001 kam er nach Deutschland. Hier studierte er Informatik in Erlangen. Seit Dezember 2012 tanzte er mit Otlile Mabuse, mit der er auch verheiratet ist, für den TSC Rot-Gold-Casino Nürnberg, zunächst in der Hauptgruppe S-Latein, seit 2014 bei den Professionals. Im März 2017 gab das Paar das Ende seiner gemeinsamen tanzsportlichen Karriere bekannt.
Iepure gehörte dem Bundeskader B-Latein an und belegte mit Mabuse den 5. Platz der Rangliste Hauptgruppe Latein.

## Let’s Dance
2014 und 2015 nahm Iepure an der RTL-Tanzshow Let’s Dance teil. Er schied mit der Schlagersängerin Cindy Berger in der zweiten und mit Cathy Fischer in der ersten Folge aus.
| Staffel (Jahr) | Tanzpartner   | Platzierung |
| -------------- | ------------- | ----------- |
| 7 (2014)       | Cindy Berger  | 9           |
| 8 (2015)       | Cathy Fischer | 14          |